# Ordenança local
L'ordenança local és una norma jurídica amb rang de reglament en l'ordenament jurídic espanyol actual. Emana dels ens locals.

## Fonament legal i regulació
La potestat d'emanar reglaments per part de les entitats locals està reconeguda per la Constitució espanyola de 1978 implícitament a l'article 137. La Llei Reguladora de les Bases del Règim Local (LRBRL) reconeix en l'art. 4 quins ens locals tenen aquesta potestat (les Diputacions Provincials, els Consells Insulars, els Ajuntaments i els Cabildos).
Les ordenances locals estan limitades pel que estableixen els arts. 49 i 70.2 de la LRBRL.
La relació jeràrquica d'aquests reglaments segueix la subordinació d'aquests a la legislació autonòmica, sense que aquesta puga envair l'àmbit municipal, i l'estatal (concretament la LRBRL).
Les ordenances locals estan limitades pels principis de legalitat i de competència, impliquen multes si s'extralimiten i estan limitats pel "límit formal de la seua aprovació i publicació".

## Classificació
Les ordenances locals poden ser reglaments administratius o independents. Es classifiquen en:
- Ordenances: són les normes jurídiques de caràcter general amb les que dicten:[6]
  - Ordenances de Policia i Bon Govern
  - Ordenances d'Activitats reglamentàries
  - Ordenances de la Construcció
  - Ordenances fiscals:[6] estableixen tributs locals[7]
  - Ordenances de l'ús del patrimoni: provenen de la potestat d'autotutela.[6]
- Reglaments: és el nom reservat per a ordenances locals que tracten determinades matèries i són:[6]
  - Reglament de Serveis
  - Reglament Orgànic
  - Reglament de Sessions
  - Reglament de Participació Veïnal i òrgans desconcentrats
  - Reglament de funcionaris
  - Reglament d'incompatibilitats i indemnitzacions als regidors
  - Reglament d'Honors i distincions
- Ban de l'Alcalde: El caràcter de reglament d'aquest és objecte de polèmica.[8]
- Normes ad intra (normes de potestat domèstica o d'autotutela) i ad extra (afecten l'exercici de drets fonamentals de la Constitució i requereixen d'una llei que les habilite)[4]

## Procediment d'aprovació
El procediment general d'aprovació o modificació de les ordenances locals ha de seguir l'art. 49 de la LRBRL:
1. Ser aprovat pel Ple de la Corporació Local.
2. Donar difusió pública per als interessats en el termini de trenta dies per a reclamacions i suggeriments.
Aquesta obertura de la informació pública i l'audiència als interessats ha de ser notificada a les organitzacions i associacions que representen els interessos dels veïns, i si no existiren, notificar als veïns directament. Aquesta obertura, a més, ha de ser inserta al Butlletí Oficial de la Província, tal com mana la Llei de Procediment Administratiu, art. 87.2.
3. El ple ha de donar resolució a les reclamacions i suggeriments.
El Ple pot acordar abans que si no s'han donat les reclamacions o suggeriments, s'aprove definitivament. Així, quan estiga definitivament aprovat, es publique al Butlletí Oficial Provincial. En el cas de les ordenances fiscals, queda establit per la Llei Reguladora d'Hisendes Locals així per defecte.
Les ordenances (es refereix al tipus d'ordenances locals no a totes les ordenances locals) han de ser publicades íntegrament al Butlletí Oficial Provincial (art. 70.2 LRBRL). El fet que soles es referira a les ordenances ha sigut polèmic perquè alguns ho han interpretat per a no sotmetre a informació i audiència pública als altres tipus d'ordenances locals, cosa sense fonament per exigència de la Constitució (arts. 105a i 9.3), la Llei de Procediment Administratiu (art. 132) i el Reglament d'Organització, Funcionament i Règim Jurídic de les Entiats Locals.
L'aprovació i la modificació requereix de l'aprovació de la majoria absoluta del ple, sense ser delegable, per als Reglaments Orgànics de la pròpia corporació local, ordenances fiscals i les ordenances urbanístiques. La resta d'ordenances locals requereixen el que s'establisca a les lleis autonòmiques.
L'aprovació de les ordenances que regulen l'aprofitament de béns comuns requereixen, segons els arts. 95 i 103.2 del Reglament de Béns, de l'"aprovació definitiva de la Comunitat Autònoma després de saber què diu el Consell de l'Estat o l'òrgan autonòmic equivalent".

## Entrada en vigor de les ordenances
L'entrada en vigor ocorre després de 21 dies (sis dies de comunicació més quinze per al requeriment d'anul·lació que pot presentar l'administració estatal i autonòmica) després de la publicació total del text. Als 21 dies se'ls sumen els 20 dies hàbils establits per l'art. 2 del Codi civil i l'art. 132 de la Llei de Procediment Administratiu, excepte si la pròpia norma disposara del contrari (art. 65.2 LRBRL).
Les ordenances fiscals entren en vigor quan són publicades, excepte si la pròpia norma estableix altra cosa.

## Impugnació d'ordenances i reglaments
Qui pot impugnar les ordenances són: els interessats (art. 39 de la Llei de la Jurisdicció Contencioso-administrativa), l'administració estatal i l'autonòmica. Les impugnacions poden fer-se en la seu judicial sense recurs de reposició previ.

## Infraccions i sancions per l'incompliment
L'incompliment de les ordenances locals que siguen ordenances, reglaments i bans tindran els terminis de prescripció establits pel Codi penal i els que establisquen les lleis.
Les multes estan limitades per l'art. 57 del Text Refós de les Disposicions legals vigents en matèria de Règim local excepte si una llei estableix el contrari. Aquestes lleis són: la Llei del Sòl, la Llei General de Sanitat i altres. També les pròpies ordenances poden determinar les multes.
La Llei del Parlament de Catalunya 8/1987, de 15 d'abril, municipal i de règim local de Catalunya estableix en l'art. 221 que si no s'estableix el contrari, es poden posar multes a qui infringisca les ordenances locals dictades per situació d'urgència.